# آتوکار
آتوکار (انگلیسی: Autocar Company) شرکت خودروسازی آمریکایی است، که در سال ۱۸۹۷ تأسیس شد.